# Анарбаев, Муса
Муса Анарбаев (узб. Muso Anarboyev; род. в 1955 году, Узбекская ССР, СССР) — узбекский государственный деятель, хоким Джизакской области (2007—2009), с 26 ноября 2007 года член Сената Олий Мажлиса Республики Узбекистан I созыва.

## Биография
До 2007 года Муса Анарбаев был хокимом Мирзачульского района Джизакской области. 14 февраля 2007 года президент Узбекистана Ислам Каримов назначил Анарбаева хокимом Джизакской области. Он занимал эту должность до 2009 года.
26 ноября 2007 года избран в Сенат Олий Мажлиса Республики Узбекистан от Джизакской области. 29 ноября 2007 года вошёл в комитет Сената по законодательству и судебно-правовым вопроса.
5 апреля 2018 года в ходе внеочередного заседания Кенгаши совета народных депутатов Муса Анарбаев был избран на должность хокима Бахмальского района Джизакской области.